# Połączenie rurowe
Połączenie rurowe – przewody rurowe połączone łącznikami (kształtki, złączki, kolanka, łuki, trójniki itd.) oraz zaworami, przez które przesyłany jest czynnik roboczy (ciecze, gazy, opary).
Dzielimy je na:
- gwintowe

Stosowane są w przewodach wodnych, parowych i gazowych o niewielkiej średnicy i przy niskich ciśnieniach oraz w przewodach wiertniczych. Ich uszczelnienie stanowią konopie owijane na gwincie i minia z pokostem. Obecnie zamiast minii używa się specjalnych past, nie zawierających ołowiu. Gwinty zewnętrzne mogą być walcowe lub stożkowe, gwinty w otworach tylko walcowe. Należą do łatwo rozłączalnych.
- kielichowe

Są stosowane przy niskich ciśnieniach. Polegają na włożeniu końca jednej rury (czopa) do drugiej rury (kielicha). Uszczelnienie odbywa się przy pomocy uszczelki gumowej. Przewody ściekowe z PCW uszczelniane są uszczelkami gumowymi. Połączenia te nie mogą przenosić obciążeń wzdłużnych.
- kołnierzowe

Są stosowane przy wysokich ciśnieniach. Kołnierze mogą być stałe lub luźne, nakładane na występ wylotu rury. Materiałem uszczelniającym złącza, zależnie od rodzaju przewodzonej cieczy lub gazu, może być guma, tektura, tkaniny, miękkie metale, tworzywa sztuczne.